# 基尼斯塔基利亞斯區
16°44′57″S 70°52′49″W / 16.7493°S 70.8804°W
基尼斯塔基利亞斯區（西班牙語：Distrito de Quinistaquillas），是秘魯的一個區，位於該國南部莫克瓜大區的桑切斯將軍山省，始建於1955年6月10日，面積193.8平方公里，海拔高度1,800米，2005年人口708，人口密度每平方公里3.7人。